# Khủng hoảng bản sắc
Trong tâm lý học, khủng hoảng danh tính hay khủng hoảng bản sắc là sự thất bại để đạt tới cái tôi của bản sắc trong thời niên thiếu. Thuật ngữ này được nhà tâm lý học người Đức Erik Erikson đặt ra.
Giai đoạn phát triển tâm lý xã hội trong đó khủng hoảng danh tính có thể xảy ra được gọi là sự gắn kết danh tính đối đầu với sự rối loạn về vai trò. Trong giai đoạn này, thanh thiếu niên phải đối mặt với sự phát triển về thể chất, trưởng thành về tình dục và tích hợp các ý tưởng của bản thân và về những gì người khác nghĩ về họ. Thanh thiếu niên do đó hình thành hình ảnh bản thân và chịu đựng nhiệm vụ giải quyết khủng hoảng về bản sắc bản ngã cơ bản của họ. Giải quyết thành công cuộc khủng hoảng phụ thuộc vào sự tiến bộ của một người qua các giai đoạn phát triển trước đó, tập trung vào các vấn đề như niềm tin, quyền tự chủ và sáng kiến.
Sở thích riêng của Erikson về bản sắc bắt đầu từ thời thơ ấu. Sinh ra là người Do Thái Ashkenazi, Erikson cảm thấy rằng mình là người ngoài cuộc. Những nghiên cứu sau này của ông về đời sống văn hóa giữa Yurok ở miền bắc California và Sioux ở Nam Dakota đã giúp chính thức hóa những ý tưởng của Erikson về phát triển bản sắc và khủng hoảng danh tính. Erikson mô tả những người trải qua một cuộc khủng hoảng danh tính là biểu hiện sự nhầm lẫn.

## Ý tưởng
Đôi khi các cá nhân phải đối mặt với những trở ngại có thể ngăn chặn sự phát triển của một bản sắc mạnh mẽ. Loại khủng hoảng chưa được giải quyết này khiến các cá nhân phải vật lộn để "tìm lại chính mình". Họ dường như thường không biết họ là ai, họ thuộc về nơi nào hoặc nơi họ muốn đi. Họ có thể rút khỏi cuộc sống bình thường, không hành động hoặc hành động như thường lệ ở nơi làm việc, trong hôn nhân hoặc ở trường, hoặc không thể đưa ra lựa chọn xác định về tương lai. Họ thậm chí có thể chuyển sang các hoạt động tiêu cực, chẳng hạn như tội phạm hoặc ma túy vì từ quan điểm của họ có một bản sắc tiêu cực có thể được chấp nhận hơn không có gì cả.
Ở phía bên kia của quang phổ, những người nổi lên từ giai đoạn phát triển nhân cách của thanh thiếu niên với ý thức mạnh mẽ về bản sắc được trang bị tốt để đối mặt với tuổi trưởng thành với sự tự tin và chắc chắn.
Erikson cảm thấy rằng đồng nghiệp có tác động mạnh mẽ đến sự phát triển bản sắc của bản ngã trong thời niên thiếu. Ông tin rằng sự liên kết với các nhóm tiêu cực như giáo phái hay cuồng tín thực sự có thể "phân phối lại" cái tôi đang phát triển trong thời gian mong manh này. Sức mạnh cơ bản mà Erikson tìm thấy nên được phát triển trong thời niên thiếu là sự chung thủy, chỉ xuất hiện từ một bản sắc bản ngã gắn kết. Sự chung thủy được biết đến bao gồm sự chân thành, chân thực và ý thức trách nhiệm trong mối quan hệ của con người với những người khác.
Ông mô tả danh tính là "ý thức chủ quan cũng như chất lượng có thể quan sát được của sự giống nhau và liên tục cá nhân, kết hợp với một số niềm tin vào sự giống nhau và liên tục của một số hình ảnh thế giới chia sẻ. Là một phẩm chất của cuộc sống vô ý thức, điều này có thể rõ ràng rõ ràng ở một người trẻ tuổi, người đã tìm thấy chính mình như anh ta đã tìm thấy điểm chung của mình. Ở anh ta, chúng ta thấy xuất hiện một sự thống nhất duy nhất về những gì được đưa ra không thể đảo ngược — đó là, thể trạng và khí chất, năng khiếu và tính dễ bị tổn thương, mô hình trẻ sơ sinh và lý tưởng có được — với các lựa chọn mở được cung cấp trong các vai trò sẵn có, khả năng nghề nghiệp, giá trị được đưa ra, người cố vấn, tình bạn được thực hiện, và những lần quan hệ tình dục đầu tiên. " 

## Sách tham khảo
- Schultz, D. & Schultz, S. (2009). Theories of Personality, 9th Ed. New York: Wadsworth Cengage Learning
- Erikson, Erik (Fall 1970). ""Identity Crisis" in Autobiographic Perspective". Daedalus. Quyển 99 số The Making of Modern Science: Biographical Studies. tr. 730–759. JSTOR 20023973.